# Toro salvaje
Raging Bull (en español Toro salvaje) es una película de 1980 dirigida por Martin Scorsese, basada en el libro Raging Bull: My Story del boxeador Jake LaMotta. Tiene a Robert De Niro como Jake LaMotta, un boxeador de peso mediano cuya rabia sadomasoquista, celos sexuales y brutal apetito exceden los límites del cuadrilátero y destruyen su relación con su esposa y su familia. Joe Pesci interpreta a Joey, el hermano y mánager de LaMotta que lo ayuda a luchar contra sí mismo, y Cathy Moriarty interpreta a su esposa. La película tiene a Nicholas Colasanto, Theresa Saldana y Frank Vincent en papeles secundarios. Fue candidata a ocho premios Óscar y se alzó con dos: los premios al mejor montaje y mejor actor para De Niro.
Toro salvaje es considerado uno de los mejores filmes de la historia del cine estadounidense y ha sido elegida en varias listas, como, por ejemplo, en la de las 100 mejores películas por el American Film Institute, donde ocupó el número 24 en la selección original de 1998 realizada por 1500 cineastas con ocasión del centenario del cine, el 4 en la actualizada diez años después (2007) y el primero entre las de deportes.
En 1990, la película fue considerada «cultural, histórica y estéticamente significativa» por la Biblioteca del Congreso de Estados Unidos y seleccionada para su preservación en el National Film Registry.

## Argumento
Jake LaMotta es un joven boxeador italoestadounidense que se entrena arduamente para llegar a ser el número uno en los pesos medios. Con la ayuda de su hermano, Joey, verá este sueño hecho realidad mucho después. Pero la fama y el éxito solo consiguen empeorar las cosas. Su matrimonio va de mal en peor debido a su vida clandestina con otras mujeres, a los celos sexuales y las infidelidades de su esposa por venganza, y por otro lado la mafia lo presiona para que sus combates estén arreglados.

## Reparto
- Robert De Niro - Jake LaMotta
- Cathy Moriarty - Vickie Thailer LaMotta
- Joe Pesci - Joey LaMotta
- Nicholas Colasanto - Tommy Como
- Theresa Saldana - Lenora LaMotta (esposa de Joey)
- Frank Vincent - Salvy "Batts"
- Mario Gallo - Mario
- Frank Adonis - Patsy
- Charles Scorsese - Charlie
- Michael Badalucco - Vendendor de sodas
- John Turturro - Individuo del Webster Hall (sin acreditar)

## Premios

### Oscar[3]
| Año  | Categoría               | Persona                                                           | Resultado  |
| ---- | ----------------------- | ----------------------------------------------------------------- | ---------- |
| 1980 | Mejor película          | Mejor película                                                    | Candidata  |
| 1980 | Mejor director          | Martin Scorsese                                                   | Candidato  |
| 1980 | Mejor actor             | Robert De Niro                                                    | Ganador    |
| 1980 | Mejor actor de reparto  | Joe Pesci                                                         | Candidato  |
| 1980 | Mejor actriz de reparto | Cathy Moriarty                                                    | Candidata  |
| 1980 | Mejor fotografía        | Michael Chapman                                                   | Candidato  |
| 1980 | Mejor montaje           | Thelma Schoonmaker                                                | Ganadora   |
| 1980 | Mejor sonido            | Donald O. Mitchell Bill Nicholson David J. Kimball Les Lasarowitz | Candidatos |

### Globos de Oro[9]
| Año  | Categoría               | Persona                     | Resultado  |
| ---- | ----------------------- | --------------------------- | ---------- |
| 1980 | Mejor película- drama   | Mejor película- drama       | Candidata  |
| 1980 | Mejor director          | Martin Scorsese             | Candidato  |
| 1980 | Mejor actor- drama      | Robert De Niro              | Ganador    |
| 1980 | Mejor actor de reparto  | Joe Pesci                   | Candidato  |
| 1980 | Mejor actriz de reparto | Cathy Moriarty              | Candidata  |
| 1980 | Mejor guion             | Paul Schrader Mardik Martin | Candidatos |

## Datos de interés
- Robert De Niro ganó alrededor de 27 kilos (60 libras) para su personaje de Jake LaMotta, marcando así un récord. Pero este fue roto algunos años después por Vincent D'Onofrio, quien ganó un poco más de 30 kilos (70 libras) para actuar en la película Full Metal Jacket.[10] Posteriormente, Jared Leto igualaría esos 30 kilos de más en Chapter 27.[11]
- El director, Martin Scorsese hace un cameo, siendo la persona que en la escena final le dice a Jake LaMotta que vaya al escenario.
- Robert De Niro accidentalmente le rompió una costilla a Joe Pesci en una escena de pelea.
- Para sentir la hermandad entre los actores principales, Robert De Niro y Joe Pesci vivieron y entrenaron juntos por un tiempo antes de las filmaciones. Desde entonces, ambos son amigos cercanos.
- Fue votada por ESPN como la tercera Mejor Película de deportes, siguiendo a Rocky y Bull Durham, respectivamente.
- Sharon Stone hizo una audición para el papel de Vicki LaMotta.
- El papel de la esposa de Jake LaMotta fue el último en ser adjudicado.
- La actuación de Robert De Niro como Jake LaMotta fue ubicada en el puesto nº10 de las "100 mejores actuaciones de todos los tiempos" de la revista Premiere.
- Fue votada como la 5.ª Mejor Película de todos los tiempos por Entertainment Weekly.[12]
- Robert De Niro y Joe Pesci realmente se están golpeando en la famosa escena de pegame.
- Forma parte del AFI's 10 Top 10 hecho también por el American Film Institute quedando n.º 1 en la lista de las "10 mejores películas en el género de deportes".
- Para que se viera mejor en una película en blanco y negro, el chocolate Hershey's fue usado como sangre.
- Está posicionada en el puesto n.º 123 de la lista de las "250 mejores películas de todos los tiempos" en la web IMDb, con una puntuación de 8.2/10.
- John Turturro sale durante unos segundos, en la escena en la que LaMotta habla con unos comensales en un restaurante.
- En el doblaje a español participó el periodista José Félix Pons.
- Martin Scorsese dijo acerca de esta película "Yo puse en 'Toro salvaje' todo lo que sabía, todo lo que sentía, y pensé que eso sería el final de mi carrera. Es lo que se llama un film kamikaze: se pone todo dentro, se olvida todo y después se intenta encontrar otra manera de vivir."